# 田山宽豪
田山宽豪（日语：／ Tayama Hirokatsu，1981年11月12日—），日本男子铁人三项运动员。他曾获得2014年亚洲运动会铁人三项比赛混合接力金牌。他也参加了2004年、2008年、2012年和2016年夏季奥运会。